# Åsta (Zweden)
Åsta is een plaats in de gemeente Sundsvall in het landschap Medelpad en de provincie Västernorrlands län in Zweden. De plaats heeft 56 inwoners (2005) en een oppervlakte van 16 hectare.
Het bevindt zich ongeveer 1 à 2 kilometer ten westen van Matfors en is daarmee via de Skölevägen vebonden. Bij de plaats ligt ook een klein meer.